# Björner Torsson
Anders Björner Torsson, född 4 februari 1937 i Karlskoga, död 10 maj 2020 i Vamlingbo distrikt i Gotlands län, var en svensk poet, arkitekt och tidigare lärare vid Arkitekturskolan vid KTH i Stockholm.
Torsson studerade till arkitekt vid Tekniska högskolan i Stockholm. Han var gift med Kristina Torsson och far till Sara Szyber, Fabian Torsson och Palle Torsson. Han var bosatt i Vamlingbo på Gotland.

## Priser och utmärkelser
- 1983 – Stig Carlson-priset
- 1984 – Albert Bonniers stipendiefond för yngre och nyare författare
- 1992 – De Nios Vinterpris
- 1992 – Signe Ekblad-Eldhs pris
- 1998 – Bellmanpriset
- 2009 – Sveriges Radios lyrikpris
- 2013 – Gerard Bonniers lyrikpris för Hüzün eller Den hopfällbara näsan
- 2018 – Samfundet De Nios Särskilda pris